# 李仲宣 (遼朝)
李仲宣，辽朝官员。
统和五年（987年），李仲宣在辽朝担任知蓟州军事判官、文林郎、试秘书校书郎。保寧十年（978年），祐唐寺剏建讲堂。李仲宣撰写《祐唐寺剏建讲堂碑》。称赞寺主希悟，撰写铭文：“峭壮灵峰，剏兴华宇，式开讲肆，用陈法侣。物置人多，利圆三宝。庶几乎作善之祥，传名旷古。”